# Lech Bądkowski

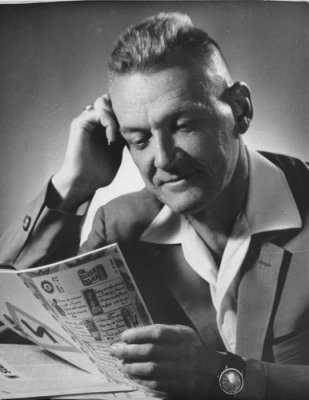
Lech Bądkowski

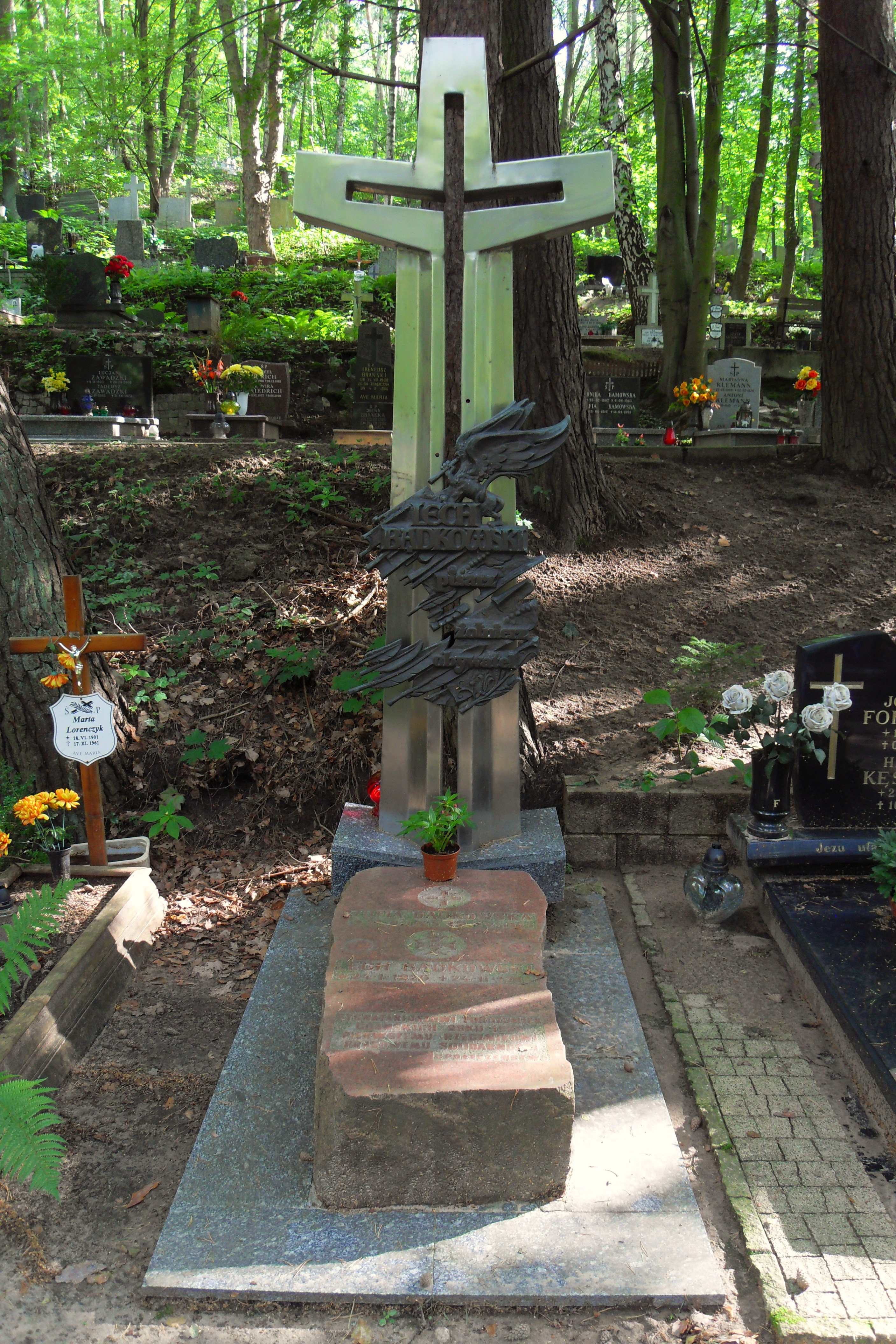
Grab von Lech Bądkowski in Gdańsk

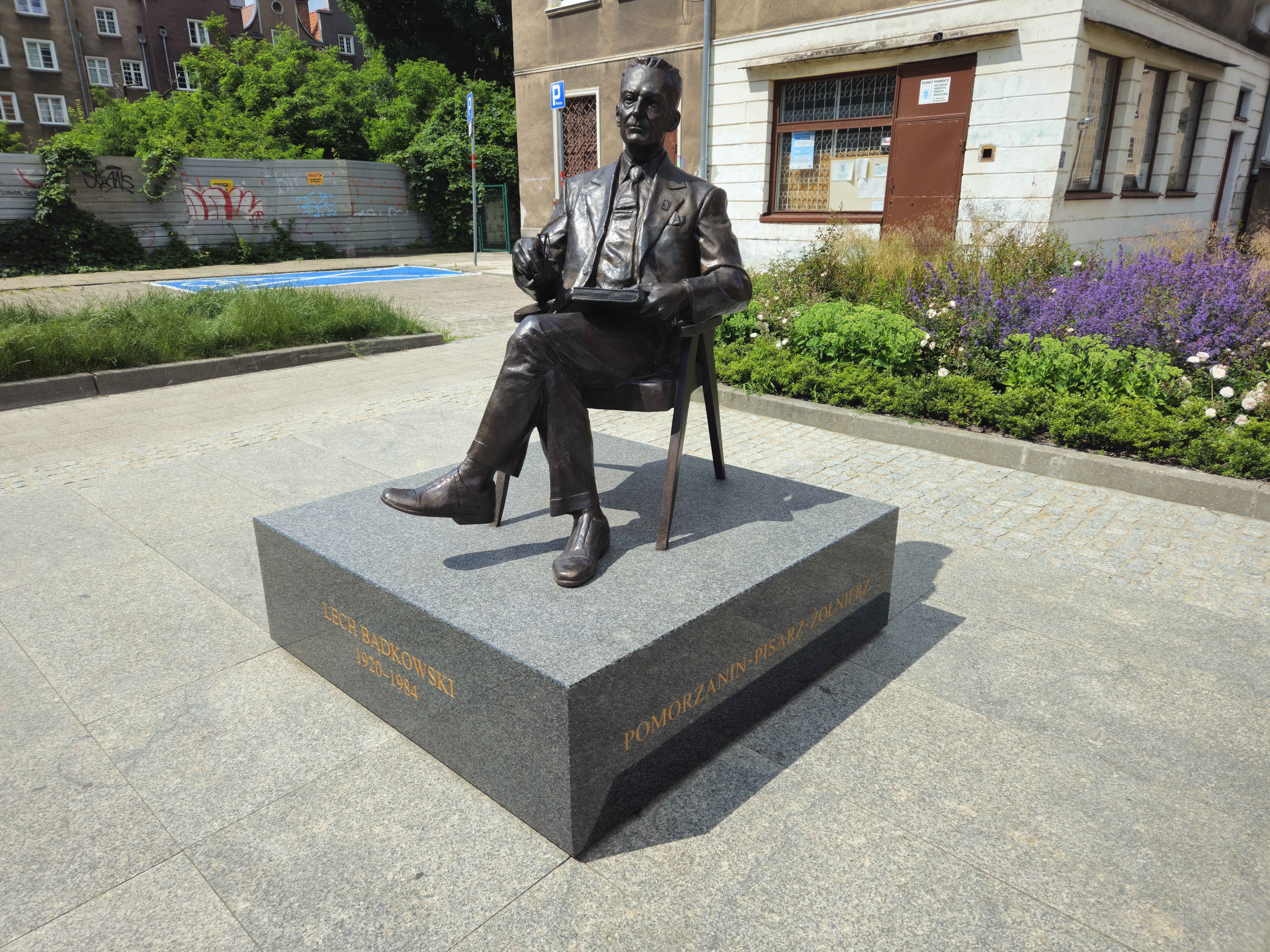
Denkmal für Lech Bądkowski in Gdańsk

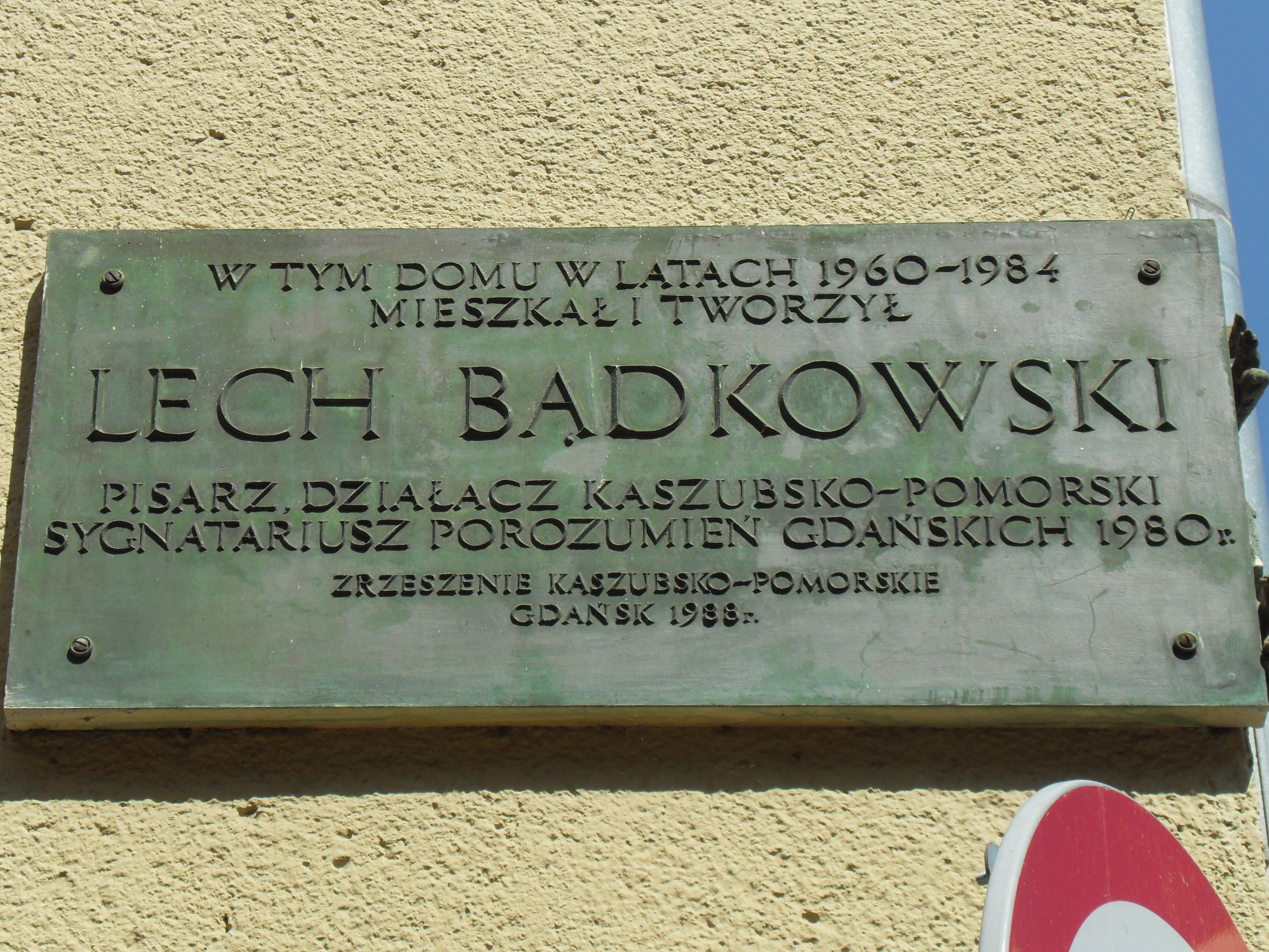
Gedenktafel in ul. Targ Rybny 6c, Gdańsk

Lech Bądkowski (* 24. Januar 1920 in Thorn; † 24. Februar 1984 in Gdańsk) war ein polnischer Schriftsteller, Journalist und Politiker.

## Leben
Lech Bądkowski war der Sohn von Kazimierz Buntkowski und dessen Ehefrau Zofia (geb. Faustmann); seine Geschwister waren:
- Tadeusz Buntkowski
- Aleksandra Buntkowski

1947 heiratete er Zofia (geb. Janiszewska) (1925–1985); sie hatten eine Tochter:
- Sławina (* 1953)

1953 änderte er seinen Namen in Bądkowski.
Er besuchte das Thorner Gymnasium und begann am 21. September 1938 ein Studium der Rechtswissenschaften an der Universität Warschau, wurde jedoch bereits eine Woche später freigestellt, um seinen aktiven Militärdienst leisten zu können.
Er nahm als Soldat im September-Feldzug 1939 an der Schlacht an der Bzura teil und ging im Januar 1940 über Ungarn nach Frankreich. Mit der Selbständigen Brigade Polnischer Gebirgsjäger kämpfte er erst in Norwegen in der Schlacht um Narvik und nahm dann mit der Polnischen Kriegsmarine an den Seeschlachten im Atlantik und Mittelmeer teil; bei Kriegsende war er Oberleutnant.
Nach der Demobilisation kehrte er 1946 in sein Heimatland zurück, wohnte anfangs in Gdynia und ab 1951 in Gdańsk; ab 1946 war er bei der Küstenpresse tätig, schrieb ab 1952 für Dziennik Bałtycki und ab 1953 in der Wochenzeitung Rybak Morski. 1956 war er kurzzeitig stellvertretender Chefredakteur der wöchentlichen Ziemia i Sea unter der Leitung von Maria Boniecka (1910–1978).
1949 besuchte er die Maritime Handelshochschule in Sopot, studierte dort für zwei Jahre Handels- und Politikwissenschaften und setzte dann ein Jura-Studium an der Universität Łódź fort.
In der Zeit von 1954 bis 1956 wirkte er als literarischer Leiter des Miniatura-Theaters. Seit 1956 war er Mitglied der Verwaltung des Kaschubisch-Pommerschen Verbandes und Mitautor von dessen Programm.
Lech Bądkowski wurde auf dem Srebrzysko-Friedhof begraben; sein Begräbnis wurde zu einer regierungsfeindlichen Kundgebung Dreistädtischer Opposition geworden. An seiner Beerdigung nahmen unter anderem Lech Wałęsa, Zbigniew Herbert, Bronisław Geremek, Donald Tusk und etwa 5000 Einwohner teil.

### Schriftstellerisches Wirken
Lech Bądkowski war Autor der ehemaligen und aktuellen Geschichte von Weichselpommern und widmete diesem Thema verschiedene Veröffentlichungen, Reportagen, Essays, Romane und Theaterstücke. Einige seiner Texte wurden im polnischen Radio Danzig als Hörstücke gesendet.
Im November 1980 erschien unter seiner Leitung die erste Wochenzeitung Samorządność (Selbstverwaltung), die nach der Verhängung des Kriegsrechts verboten wurde.
Insgesamt verfasste er rund 1000 Artikel sowie 30 Bücher.

### Politisches Wirken
Lech Bądkowski hatte die kommunistische Gesellschaftsordnung in Polen nie akzeptiert; 1975 hat er seinen Einspruch gegen die in der polnischen Verfassung getroffenen Änderungen zum Ausdruck gebracht, worauf er von den Behörden schikaniert wurde.
Ende der 1970er Jahre schloss er sich den Oppositionsaktivitäten der Danziger Gemeinde an und war mit der Bewegung Młoda Polska (Junges Polen) verbunden.
Er war Mitautor der August-Verständigungen und Mitbegründer der Gewerkschaft Solidarność, im Präsidium des Streikkomitees und deren erster Pressesprecher.

## Ehrungen und Auszeichnungen
- Ihm wurde während des Zweiten Weltkriegs das Silberne Kreuz des Virtuti Militari verliehen.
- Am 10. Mai 1965 erhielt er das Ritterkreuz des Ordens Polonia Restituta und am 3. Mai 2006 zeichnete der Präsident Lech Kaczyński ihn posthum mit dem Kommandantenkreuz mit dem Stern des Ordens Polonia Restituta aus.
- 1981 erhielt er den Kulturpreis der Stadt Gdańsk.
- Seit 1986 ist Lech Bądkowski Schirmherr des literarischen Preises des Kaschubisch-Pommerschen Verbandes.
- Seit dem 24. Mai 1991 ist die Schule in Luzino, die er selbst besucht hatte, nach ihm benannt worden.
- 2000 wurde er posthum Ehrenbürger der Stadt Gdańsk.
- 2005 wurde der Film Kryptonim „Inspirator“ über sein Leben gedreht.

## Mitgliedschaften
- Seit Ende Juli 1953 war Lech Bądkowski Mitglied des Polnischen Schriftstellerverbandes und war von 1957 bis 1966 Leiter des Verbandes in Gdańsk.
- 1956 wurde er Mitbegründer der Kaschubischen Vereinigung (ab 1964 Kaschubisch-Pomoranische Vereinigung), die sich anfangs auf die Pflege von Folklore und Bauernkultur beschränken musste und sich erst in den späteren Jahren der Volksrepublik Polen der kaschubischen Identität widmen durfte. Heute ist sie die wichtigste Institution zur Pflege des kaschubischen Kulturerbes.[4]
- Ab März 1979 war er Mitglied des polnischen Literaturclubs PEN.
- Im August 1980 wurde er Mitglied des Zwischenbetrieblichen Streikkomitees (MKS) auf der Danziger Werft.
- Für seine langjährige Tätigkeit in Pommern erhielt er 1982 das Świętopełk-Siegel der Großen Goldklasse.
- In Gdansk wurde die Straße Ulica Lecha Bądkowskiego nach ihm benannt.

## Schriften (Auswahl)
- Kuter na strądzie. Wydawnictwo Morskie, Gdańsk 1951.
- Połów nadziei. Wydawnictwo Morskie Gdynia 1959.
- Pieśń o miłosnym wieńcu. Wydawnictwo Morskie Gdynia 1961.
- Wesoło w tropikach. Wydawnictwo Morskie, Gdynia 1962.
- Oko za oko. Wydawnictwo Morskie, Gdynia 1963.
- Powtórka. Wydawnictwo Morskie, Gdynia 1969.
- Żołnierze znad Bzury. Książka i Wiedza, Warszawa 1969.
- Kulminacja. Wydawnictwo Morskie, Gdańsk 1972.
- Legenda o pustelniku. Wyd. Zrzeszenie Kaszubsko-Pomorskie, Gdańsk 1974.
- Oblężenie. Wydawnictwo Morskie, Gdańsk 1976.
- Młody książę. Wydawnictwo Morskie, Gdańsk 1980.
- Huśtawka. Wydawnictwo Pojezierze, Olsztyn-Białystok 1984.
- Chmury. Wydawnictwo Morskie, Gdańsk 1984.